# フィーバークラウン
フィーバークラウンは、1989年3月にSANKYOが発売した、王国をモチーフにしたデザインが特徴のパチンコ機のシリーズ名。
フィーバークラウンSPとフィーバークラウンDXの2機種がある。

## 概要
7セグデジタルを搭載したドラム型のデジパチ。有効ラインが初めて横3列とナナメ2列の計5本になったシリーズ。始動チャッカーの釘構成はフィーバーアバンテを継承している。

## スペック
- フィーバークラウンSP
  - 賞球数 7&13
  - 大当たり最高継続 10R
  - 大当たり確率 1/225
- フィーバークラウンDX
  - 賞球数 7&13
  - 大当たり最高継続 10R
  - 大当たり確率 1/200

## 図柄
- フィーバークラウンSP
  - 7の当たり図柄　2種　
  - 城、王冠、聖杯などのハズレ図柄 13種

- フィーバークラウンDX
  - 7の当たり図柄　1種
  - 盾のハズレ図柄　14種

## 演出
フィーバークラウンSPはドラム上で7が3つ揃ったうえで、7セグデジタルに7かFが停止すれば大当たりとなる。7セグデジタルの値が7かF以外の場合は中当たり扱いとなり、アタッカーが5.8秒間開放した。
フィーバークラウンDXは、7セグデジタルによる判定が無く、ドラム上で7が3つ並べば大当たりとなる。